# Charlijiwka
Charlijiwka (ukr. Харліївка, hist. pol. Charlejówka) – wieś na Ukrainie, w obwodzie żytomierskim, w rejonie żytomierskim, w hromadzie Andruszky. W styczniu 2024 liczyła 423 mieszkańców.